# Mistrzostwa Polski w Skokach Narciarskich 1937
18. Mistrzostwa Polski w Skokach Narciarskich – zawody o mistrzostwo Polski w skokach narciarskich, które odbyły się 31 stycznia 1937 roku na skoczni Łabajów w Wiśle.
W konkursie o mistrzostwo Polski zwyciężył Stanisław Marusarz, srebrny medal zdobył Bronisław Czech, a brązowy - Piotr Kolesar.

## Wyniki konkursu
| Miejsce | Zawodnik              | Klub              | Skok 1 | Skok 2 | Punkty |
| ------- | --------------------- | ----------------- | ------ | ------ | ------ |
| 1.      | Stanisław Marusarz    | SNPTT Zakopane    | 52,0   | 51,5   | 230,4  |
| 2.      | Bronisław Czech       | AZS Kraków        | 47,0   | 46,0   | 214,6  |
| 3.      | Piotr Kolesar         | TS Wisła Zakopane | 47,5   | 46,5   | 213,5  |
| 4.      | Andrzej Marusarz      | SNPTT Zakopane    | 48,5   | 50,0   | 211,3  |
| 5.      | Marian Woyna Orlewicz | TS Wisła Zakopane | 48,0   | 48,0   | 209,1  |
| 6.      | Mieczysław Wnuk       | TS Wisła Zakopane | 47,5   | 47,0   | 207,1  |
| 7.      | Jan Bobowski          | TS Wisła Zakopane | 49,0   | 48,5   | 206,9  |
| 8.      | Jan Marusarz          | SNPTT Zakopane    | 48,0   | 50,0   | 205,7  |

W konkursie wzięło udział 41 zawodników.